# Edward Gniewek
Edward Gniewek (ur. 8 listopada 1945 w Kokuszce) – polski prawnik cywilista, pracownik naukowy Uniwersytetu Wrocławskiego.

## Życiorys
Ukończył liceum ogólnokształcące w Starym Sączu oraz studia prawnicze na Uniwersytecie Wrocławskim (1968). Następnie podjął pracę na macierzystej uczelni, początkowo jako stażysta, następnie asystent (od 1969) i starszy asystent w Instytucie Prawa Cywilnego Wydziału Prawa i Administracji Uniwersytetu Wrocławskiego. W 1974 obronił pracę doktorską Nabycie prawa własności gruntów rolnych przez posiadaczy napisaną pod kierunkiem Jana Kosika (pierwszym opiekunem tej pracy i następnie jej recenzentem był Andrzej Stelmachowski). Następnie został zatrudniony w Instytucie Prawa Cywilnego jako adiunkt. W 1986 otrzymał stopień doktora habilitowanego na podstawie pracy Własność osobista lokali mieszkalnych w prawie polskim. W 1987 został mianowany docentem, w 1991 profesorem nadzwyczajnym, w 1997 otrzymał tytuł naukowy profesora.
Pod jego kierunkiem stopień naukowy doktora otrzymał w 2001 Piotr Machnikowski.
W latach 1988–1991 był prorektorem Uniwersytetu Wrocławskiego ds. studenckich, od 1993 kierował Zakładem Prawa Cywilnego i Prawa Międzynarodowego Prywatnego. W 1991 został sędzią Sądu Apelacyjnego we Wrocławiu.
W swoich pracach zajmował się przede wszystkim prawem rzeczowym, jest m.in. autorem podręcznika Prawo rzeczowe (do 2018 – 12 wydań), Księgi wieczyste. Art. 1-58(2) KWU. Art. 626(1)-626(13) KPC. Komentarz (w serii Duże komentarze Becka), redaktorem 3 i 4 tomu Systemu Prawa Prywatnego (tomy Prawo rzeczowe), 1-tomowego komentarza do Kodeksu Cywilnego (wyd. C.H. Beck)